# Центральноафриканська Республіка на літніх Олімпійських іграх 2020
Центральноафриканську Республіку на літніх Олімпійських іграх 2020 представляли два спортсмени у двох видах спорту.